# ドン・フアン・デ・アウストリア
ドン・フアン・デ・アウストリア（Don Juan de Austria, 1547年2月24日? - 1578年10月1日）は、神聖ローマ皇帝カール5世（兼スペイン王カルロス1世）の庶子で、軍人。幼名はJerónimo（ヘロニモ）あるいはJeromínと呼ばれた。スペイン王フェリペ2世は異母兄にあたる。
なお、記事名のうち「ドン」はスペイン語における男性への敬称で、本来名前に含まないが、一般的に「ドン・フアン・デ・アウストリア」で知られることから、本項ではこれを記事名としている。

## 生涯

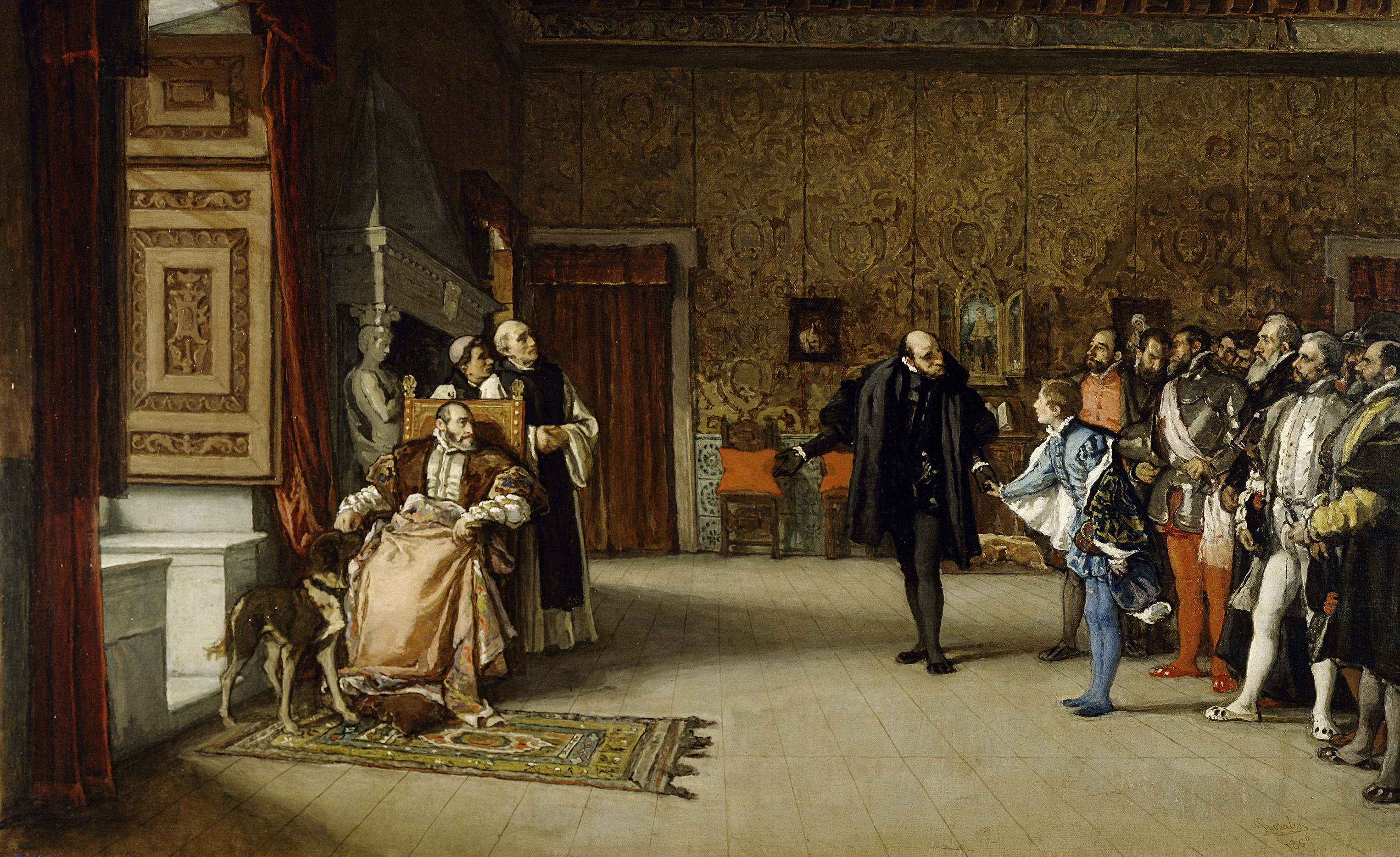
ユステにてカール5世と謁見するドン・フアン・デ・アウストリア（エドゥアルド・ロサレス画、1869年頃）

ドン・フアン・デ・アウストリアの紋章

カール5世の寵愛を受けたバルバラ・ブロムベルクが、1547年にレーゲンスブルクで出産したと推定されている（1545年2月生まれとの説もあるが、正確な日時も場所も不明である）。母バルバラは節度に欠けた生活を送っており、ヘロニモを案じた父帝により、3歳半よりスペインで引退した楽師のもとで育てられた。さらに3年後にはカール5世の執事長であるルイス・デ・キハーダとその妻マグダレーナに養育された。
1557年、死期の近づいたカール5世とユステ修道院にて初めて面会。皇帝はヘロニモに大きな関心を抱くが、翌年に崩御した。
1559年に異母兄フェリペ2世と初めて面会した。
1560年、フェリペ2世は13歳となったヘロニモをバリャドリッドの宮廷へ呼び、庶弟として認めドン・フアン・デ・アウストリアを名乗らせた。これにより彼は王族として認知を受けたことになったが、「殿下」という呼称は認められなかった。貴族の私生児は聖職に就くのが一般的であったが、ドン・フアンはそれを拒み、軍人としての道を選んだ。
1569年から1570年にかけてアンダルシアの反乱（特にアルプハーラスのモリスコの反乱）を鎮圧する。
1571年にはローマ教皇ピウス5世により24歳という若さで神聖同盟軍総司令官に推挙された。5月14日に教皇大使がマドリッドを訪れ、5月20日にスペイン王により神聖同盟参加の署名がされると同時にドン・フアンの総司令官の任務受諾が公表された。10月7日のレパント海戦において神聖同盟の連合艦隊を指揮し、圧倒的勝利を収めた。
1573年10月、フェリペ2世の命を受けチュニスのラ・ゴレータ要塞を陥落させた。しかしフェリペの指示を無視し要塞を解体しなかったためにトルコ軍の反撃を受け敗北した。
1576年よりネーデルラント総督を務めた。ネーデルラントではカトリックとプロテスタントの宗教対立が表面化しており、プロテスタントの反乱を支援するイングランドを攻撃するため、ドン・フアンとカトリックを国教とするスコットランドの女王メアリ・ステュアートとの結婚が計画された。この結婚によりスコットランドの王座に就くことが可能となるため、ドン・フアンはこの婚姻を熱望した。フェリペ2世は当初乗り気でなかったが、ドン・フアンの説得を受け入れ結婚に同意した。

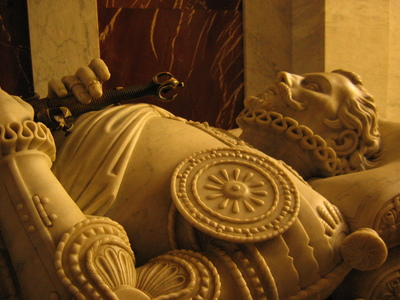
エル・エスコリアル修道院のドン・フアンの霊廟

しかし、1578年8月にフランドル南部のナミュール城塞で軍事行動中にドン・フアンは体調を崩し、ペストが蔓延していたこともあって、野営地の鳩小屋に隔離された。連日下痢・嘔吐・高熱に苦しみ続け、やがて視力も失い、10月1日午後1時に死去した。病状から死因は発疹チフスと推測されている。その一方で、彼の侍医ディオニシオによればドン・フアンは長らく痔疾を患っており、1578年当時彼のもとにいた医師らの誤った治療により死に至ったのだという説もある。
遺体はフランス経由でスペインへ運ばれ、翌年5月25日に壮大な葬儀が執り行われ、その後エル・エスコリアル修道院に埋葬された。

## その他
- 19世紀末のスペイン海軍には「ドン・フアン・デ・アウストリア」という名の艦船が存在した。

## 関連作品
漫画
- サラディナーサ - 河惣益巳著

ゲーム
- 大航海時代V - 史実エピソードとしてレパント海戦などをとりあげる。